# Cóc lưỡi tròn thông thường
Cóc lưỡi tròn thông thường (danh pháp hai phần: Discoglossus pictus) là một loài cóc thuộc Họ Cóc bà mụ. Loài này có phân loài khác nhau Discoglossus pictus pictus hay cóc lưỡi tròn Malta Địa Trung Hải được tìm thấy ở độ cao 1500m, Discoglossus pictus scovazzi hay cóc Maroc Địa Trung Hải hiện diện ở độ cao đến 500m, dù nó thường được tìm thấy ở độ cao dưới 100m. Discoglossus pictus scovazzi hiện diện ở gần nước ở vùng phong cảnh mở, vườn nho. Discoglossus pictus auritus hay cóc lưỡi tròn Tây Ban Nha Địa Trung Hải tìm thấy ở Tây Ban Nha, bắc châu Phi ở tỉnh Gerona, nó cũng được tìm thấy ở các đảo Malta.

## Hình ảnh

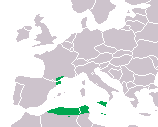
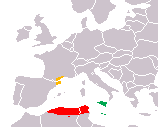
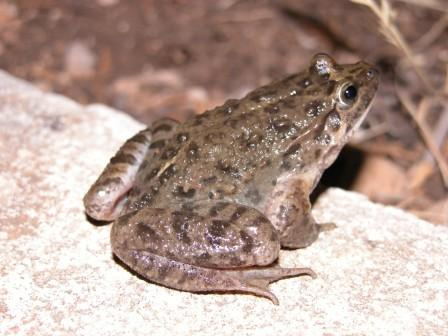